# Ulrike Arens-Azevêdo
Ulrike Arens-Azevêdo (* 1949 in Siegen) ist eine Ökotrophologin und war von 2016 bis 2019 Präsidentin der Deutschen Gesellschaft für Ernährung. Zu den von ihr untersuchten Themen gehört unter anderem „Qualitätssicherung in der Schulverpflegung“.

## Leben
Ulrike Arens-Azevêdo studierte von 1967 bis 1971 Ernährungs- und Haushaltswissenschaften an der Rheinischen Friedrich-Wilhelms-Universität Bonn  und schloss mit dem Diplom ab. Von 1972 bis 1974 folgte ein Masterstudiengang Public Health an der Universidade Federal de Pernambuco in Recife in Brasilien. Von 1975 bis 1989 arbeitete sie erst als Lehrerin und später als Schulleiterin an der Hauswirtschaftlichen Berufsfachschule und Fachschule des Lette-Vereins in Berlin.
1989 wurde sie als Professorin für Ökotrophologie an die Hochschule für Angewandte Wissenschaften Hamburg (HAW) berufen, wo sie bis 2015 an der Fakultät Life Sciences lehrte.
Im Oktober 2016 wurde sie für die nächsten drei Jahre zur Präsidentin der Deutschen Gesellschaft für Ernährung gewählt.

## Werke (Auswahl)
- HACCP: Arbeitsbuch zur Lebensmittelsicherheit in Gastronomie und Gemeinschaftsverpflegung, Matthaes Verlag GmbH, Stuttgart 2016, 9. überarbeitete Auflage, ISBN 978-3-87515-307-1 (gemeinsam mit Matin Holle und Heinz Joh)
- Kochen lernen: einfach kreativ, Bildungsverlag EINS Westermann, Köln 2017, ISBN 978-3-427-34200-7 (gemeinsam mit Elke Grimpe, Elisabeth Peschke, Marion Rosomm-Grolms)
- Ernährungslehre: zeitgemäß, praxisnah, Bildungsverlag EINS Westermann, Köln 2014, ISBN 978-3-427-91392-4 (gemeinsam mit Renate Pletschen und Georg Schneider)
- Fast food - slow food: Plädoyer für eine neue Esskultur; Rowohlt, Reinbek bei Hamburg 1992, ISBN 978-3-499-19102-2 (gemeinsam mit Michael Hamm)